# Hviderussisk (sprog)
 Denne artikel bør gennemlæses af en person med fagkendskab for at sikre den faglige korrekthed.

Hviderussisk sprog (hviderussisk: беларуская мова, tr. byelaruskaya mova eller belaruskaja mova) er et østslavisk sprog som russisk og ukrainsk, men er også i høj grad påvirket af det vestslaviske polske, især i ordforråd. Hviderussisk tales af 8,6 millioner, 6,7 mio. i Hviderusland, resten er hovedsageligt bosat i Rusland (316.000), Ukraine (55.000), Polen (40.000), Litauen (29.000), Letland (18.000); Kasakhstan (11.000) og Usbekistan (11.000).
Hviderussisk skrives med en variant af det kyrilliske alfabet med 32 tegn: 22 konsonanter 10 vokaler og apostrof, <«>, men har til forskel fra det russiske kyrilliske alfabet tegn for y̆: [w]. Der eksisterer en variant af det latinske alfabet for hviderussisk, også med 32 tegn, men blandt dem er 26 konsonanter og kun seks vokaler. Det latinske alfabet er ikke populært i dag, og langt de fleste bruger det kyrilliske, der er det officielle.
Hviderussisk er som russisk et syntetisk sprog med bl.a. seks kasus og en kompliceret verbalbøjning. Retskrivningen afspejler udtalen: Fx udtales tryksvagt o i såvel hviderussisk som russisk [a], men kun i hviderussisk skrives der a, jf. hviderussisk malaˈko 'mælk' og ˈholas 'stemme' over for russisk moloˈko og ˈgolos.

## Historie
Hviderussisk blev et selvstændigt sprog efter Kijevrigets sammenbrud midt i 1100-tallet og var fra 1300-tallet til 1569 hovedsproget i Litauen. Efter oprettelsen af den polsk-litauiske realunion prægede polsk det hviderussiske ordforråd. Retskrivningen blev først standardiseret i den tidlige Sovjetperiode.
I den tidlige Sovjetperiode blev hviderussisk gjort til officielt sprog ved siden af russisk. Efter selvstændigheden i 1991 blev hviderussisk eneste officielle sprog, men fra 1994 blev russisk atter ligestillet med hviderussisk.

## Slægtskab

### Nærmeste genetiske slægtninge
Hviderussisk sprogs nærmeste genetiske slægtninge er:
| - Østslavisk - † Gammel østslavisk sprog - † Gammel Novgorod - † Ruthensk - Hviderussisk - Russisk - Ukrainsk - Rusinsk - Pannonian Rusinsk |

Noter:

1. ↑  † ~ uddød

## Brug
I praksis fungerer russisk som det primære sprog i Hviderusland, mens hviderussisk kun tales af et mindretal af befolkningen. Ved en folketælling i 1999 oplyste 36,7 %, at de taler hviderussisk i hjemmet. Alle børn læser hviderussisk i skolen, men anvender normalt ikke sproget i daglig tale. I byerne tales næsten udelukkende russisk, mens der hovedsagelig tales hviderussisk på landet. Den almindeligste dialekt er trasjanka, en landligt blandet form af russisk og hviderussisk. Ifølge en undersøgelse, udført af den hviderussiske regering i 2009, taler 72 % af hviderusserne russisk derhjemme, mens hviderussisk kun bruges af 11,9 % af hviderusserne. 29,4 % af hviderusserne kan skrive, tale og læse hviderussisk, mens 52,5 % kun kan læse og tale det. Ifølge forskningen kan én ud af ti hviderussere ikke forstå hviderussisk.
Rent hviderussisk tales hovedsageligt af små grupper af nationalister og akademikere. På det kulturelle område findes tidsskrifter på hviderussisk, men udgivelsen af litterære værker er genstand for skarp statslig censur. Gadeskilte i Hviderusland er på hviderussisk, og i andre officielle sammenhænge er der for et syns skyld forskellige hviderussiske tekster. I praksis er sproget imidlertid marginaliseret, og anvendelse uden for statens kontrol betragtes med mistro af regeringsrepræsentanter.
I Hviderusland tales polsk og ukrainsk af mindretalsgrupper.

## Klassificering og forhold til andre sprog
Spørgsmålet om, hvorvidt moderne hviderussisk og russisk (samt ukrainsk og rusinsk) er dialekter af et fælles sprog eller separate sprog, afgøres ikke kun af sproglige faktorer, da der er en høj grad af gensidig forståelighed. Som medlemmer af den østslaviske gruppe af sprog nedstammer de fra en fælles forfader, selvom hviderussisk, russisk og ukrainsk normalt betragtes af sprogkyndige som separate sprog, nogle sproglige referencer lister dem som dialekter af et fælles sprog.
Blandt de østslaviske sprog er hviderussisk nærmest beslægtet med ukrainsk.

## Dialekter
Der findes to hoveddialekter af det hviderussiske sprog; den nordøstlige og sydvestlige. Derudover findes der den centralhviderussiske dialektgruppe og den separate vestlige Palyesian dialektgruppe.
De nordøstlige og sydvestlige dialekter er adskilt af en imaginær linje Ashmyany-Minsk-Babruysk-Homyel, med den centralhviderussiske dialektgruppe placeret langs denne linje.
Den nordøstlige dialekt er først og fremmest kendetegnet ved det "blødt klingende R"; den sydvestlige dialekt er først og fremmest kendetegnet ved det "hårdt klingende R".
Den vestlige Palyesian dialektgruppe er mere forskellig sprogligt, tæt på det ukrainske sprog i mange aspekter, og er adskilt af linjen Pruzhany-Ivatsevichy-Telekhany-Luninyets-Stolin.

### Taraškievica eller Klasyčny pravapis (klassisk retskrivning)
Der findes en alternativ litterær norm i det belarussiske sprog, tarasjkevitsa, opkaldt efter den hviderussisk politiker, lingvist og forfatter, Branislaў Tarasjkevitj. Tilhængerne afviser de ændringer, der blev indført med en sprogreform i 1933. Brugerne af skriftsproget omtaler det almindeligvis som Klasyčny pravapis (klassisk ortografi).